# Legendvisa
Legendvisa är ett samlingsnamn på visor inom genren medeltidsballader. De kännetecknas av texter med ursprung i legender och andra ämnen som kan föras till kristen tro. De idag kända svenska visorna finns sedan 1986 utgivna av Svenskt visarkiv i andra bandet av den text- och melodikritiska utgåvan Sveriges medeltida ballader. Bland legendvisorna finner man bland andra många varianter av den varje år vid jultid sjungna Staffansvisan, "Sankte Staffan" (SMB 39), "Liten Karin" (SMB 42) och "Herr Töres döttrar" (SMB 47), vars narrativ ligger till grund för Ingmar Bergmans film Jungfrukällan.